# ロリジネ
ロリジネ（フランス語：L'Orignal）は、カナダのオンタリオ州の廃止された村で、現在はシャンプレインの一部となっている。村の名前はムースがオタワ川を渡る地点「"Pointe à l'Orignal"」から来ており、「"orignal"」はフランス語でムースを意味する。
ヌーベルフランスの領土としてフランスの王より領土が与えられた土地のひとつで、1763年にイギリスの領土となった。1796年にアッパーカナダ（オンタリオ州）とロウアーカナダ（ケベック州）として区分された際に、アッパーカナダの領土となる。
1876年に村制となり、1997年にシャンプレインの町に統合された。プレスコット・ラッセル連合郡の行政府が置かれている。